# Chelidoperca margaritifera
Chelidoperca margaritifera är en fiskart som beskrevs av Weber, 1913. Chelidoperca margaritifera ingår i släktet Chelidoperca och familjen havsabborrfiskar. Inga underarter finns listade i Catalogue of Life.